# Семір Армстронг
Семір Рис Армстронг (англ. Samaire Rhys Armstrong, [səˈmɪərə]) — американська акторка і модельєрка. Відома своїми ролями у серіалах «Лишитися живим», «Чужа сім'я», «Хлопчик у дівчинці» і телесеріалах ABC Dirty Sexy Money і «Воскресіння». Вона також знімалася в музичних відео Penny & Me гурту Hanson та Bad Day Деніела Паутера.

## Раннє життя
Армстронг народилася в Токіо в сім'ї шотландця Гантера Армстронга та італійки Сильвії Сепіеллі. Її мати проєктує спа-салони для курортів, а батько навчає солдат ближнього бою. Армстронг жила в Японії протягом п'яти років, перш ніж переїхати на Гаваї, а пізніше в Седону, штат Аризона, де й виросла. Вона також жила в Малайзії та Китаї.

## Телевізійна кар'єра
У 2000 році Армстронг дебютувала на телебаченні, зігравши головну роль в епізоді підліткового драматичного телесеріалу «Вечірка з п'яти», де зіграла Мередіт. З 2000 по 2001 рік Армстронг виконувала гостьові ролі в гучних телешоу, таких як «Цілком таємно», «Швидка допомога», «Справедлива Емі» та «Диваки і навіжені».
У 2003 році Армстронг отримала роль Анни Стерн у підлітковому драматичному телесеріалі Fox «Чужа сім'я». Передбачалося, що Армстронг з'явиться лише в одному епізоді, однак після того, як її героїня виявилася улюбленицею шанувальників, її повернули ще на кілька епізодів, хоча й не підвищили до штатної ролі. У 2006 році підтверджено повернення Армстронг у двох епізодах третього сезону. Вона не повернулася до серіалу, який був скасований після четвертого сезону.
У 2004 році Армстронг з'явилася в телевізійному серіалі HBO «Антураж» у ролі помічниці Арі Голда та кохання Еріка Мерфі. Вона з'явилася лише у восьми епізодах перших двох сезонів серіалу. Потім вона стала запрошеною зіркою в телевізійних серіалах C.S.I.: Місце злочину Маямі і Living with Fran.
У 2007 році Армстронг отримала свою першу повторювану роль у драматичному/комедійному телесеріалі ABC Dirty Sexy Money. Вона зіграла роль Джульєтт Дарлінг, розпещеної спадкоємиці, яка прагнула стати серйозною актрисою. Серіал мав миттєвий успіх, прем'єра 26 вересня 2007 року зібрала 10,44 мільйона глядачів. Серіал отримав неоднозначні відгуки критиків. У березні 2008 року Армстронг оголосила, що не повертатиметься до другого сезону серіалу в регулярній ролі. Серіал не зберіг свого успіху і поступово падав у рейтингах, поки не був скасований 8 серпня 2009 року.
У 2010 році Армстронг мала гостьову роль у першому епізоді телесеріалу HBO How to Make It in America.
У 2012 році вона з'явилася у 8 епізодах серіалу «Менталіст» у ролі повії, яка стає інформаторкою Каліфорнійського бюро розслідувань.
У вересні 2013 року вона зіграла невелику роль у першому епізоді шостого сезону «Синів анархії».

## Кінокар'єра
У 2001 році Армстронг дебютувала в кіно, виконавши роль Кари Фрателлі у фільмі-пародії «Недитяче кіно». Відтоді Семір з'являлася в невеликих ролях у таких фільмах, як Would I Lie To You?, Gramercy Park і Trash. У 2006 році разом з Ліндсі Лохан вона знялася у фільмі «Поцілунок на щастя», де зіграла роль найкращої подруги героїні Лохан. Фільм став касовою бомбою і був негативно сприйнятий критиками.
У 2005 році продюсер McG запропонував їй головну роль у фільмі жахів «Лишитися живим». Фільм вийшов 29 червня 2006 року і дебютував на третьому місці у прокаті США. Незважаючи на те, що світові збори становили лише 27 105 095 доларів, для фільму це стало успіхом, оскільки він мав скромний бюджет у 9 мільйонів доларів. Фільм був негативно сприйнятий критиками, роль Армстронг отримала неоднозначні відгуки.
Армстронг знялася в ролі Нелл Бедворт в канадській комедії «Хлопчик у дівчинці», яка вийшла на екрани 26 грудня 2006 року і отримала позитивні відгуки критиків. У світовому прокаті фільм зібрав 7 385 434 долари.
У 2007 році Армстронг знялася у відносно невеликій ролі другого плану Дженні у фільмі жахів «Вампірка» разом із Люсі Лью. Фільм провалився в касових зборах і оцінках критиків. Армстронг також зіграла головну роль у фільмі «Вбивства на сходах», що отримав неоднозначні відгуки.
У 2008 році Армстронг знялася в незалежному романтичному фільмі Around June, а в 2010 році на екрани вийшов інший незалежний фільм з її участю — кримінальний трилер «Остання гавань». У 2013 році вона знялася ще в одному трилері, 5 Souls.

## Особисте життя
У жовтні 2007 року Армстронг потрапила до «амбулаторного закладу» щоб «впоратися з деякими особистими проблемами». Через шість тижнів її виписали, але вона повернулася та залишилася ще на три місяці.
У грудні 2012 року Армстронг, будучи разом зі своїм тодішнім бойфрендом Джейсоном Крістофером, народила хлопчика. Вона живе в Седоні, штат Аризона, де ходила до школи підлітком. У 2022 році вона балотувалася на виборах мера Седони та програла.
Армстронг є консерваторкою і голосувала за Дональда Трампа на президентських виборах 2016 року. У 2020 році її розкритикували після того, як вона заявила у своєму Instagram, що «BLM — це терористична організація на мільярд доларів».

## Фільмографія

### Фільми
| рік  | Назва                | Роль                  | Примітки       |
| ---- | -------------------- | --------------------- | -------------- |
| 2001 | Недитяче кіно        | Кара Фрателлі         |                |
| 2002 | Чи брехав би я тобі? | Софі                  | відео          |
| 2003 | Темний вовк          | Джозі                 | відео          |
| 2006 | Лишитися живим       | Ебігейл               |                |
| 2006 | Поцілунок на щастя   | Меггі                 |                |
| 2006 | Хлопчик у дівчинці   | Нелл Бедворт/Вуді Дін |                |
| 2007 | Вампірка             | Дженні                |                |
| 2008 | Приблизно в червні   | червень               |                |
| 2010 | Остання гавань       | Роксана Холл          |                |
| 2013 | Бетонні блондинки    | Тара Петрі            |                |
| 2013 | 5 душ                | Міранда               |                |
| 2013 | Мій Санта            | Джен Роббінс          |                |
| 2014 | The Lachrymist       | Пані Еліс Алквіст     | Короткий фільм |
| 2014 | A Winter Rose        | Симона                |                |
| 2015 | Віндзор Драйв        | Брук                  |                |
| 2017 | Картер і Джун        | Джун О'Меллі          |                |
| 2020 | 2-й                  | Олівія                |                |
| 2020 | Офісна плутанина     | Джоан                 |                |
| 2022 | Терор у прерії       | Забруднений голуб     |                |

### Телесеріали
| Рік       | Назва                                       | Роль                            | Примітки                                                 |
| --------- | ------------------------------------------- | ------------------------------- | -------------------------------------------------------- |
| 2000      | Party of Five                               | Meredith                        | епізод «Taboo or Not Taboo»                              |
| 2000      | Диваки і навіжені                           | Laurie                          | Episodes: «Discos and Dragons», «Smooching and Mooching» |
| 2000      | That's Life                                 | Brittany                        | епізод «When Good Ideas Go Bad»                          |
| 2001      | Швидка допомога                             | Tasha                           | епізод «Sailing Away»                                    |
| 2001      | Справедлива Емі                             | Angie Becker                    | епізод «Look Closer»                                     |
| 2001      | Цілком таємно                               | Natalie Gordon                  | епізод «Lord of the Flies»                               |
| 2003      | Trash                                       | Gypsy                           | TV film                                                  |
| 2003–2006 | Чужа сім'я                                  | Anna Stern                      | Recurring role (15 episodes)                             |
| 2004      | Gramercy Park                               | Jillene                         | TV film                                                  |
| 2004      | Поліція Нью-Йорка                           | Christine                       | епізод «You're Buggin' Me»                               |
| 2004–2005 | Антураж                                     | Emily                           | Recurring role (8 episodes)                              |
| 2005      | 4исла                                       | Skyler Wyatt                    | епізод «Obsession»                                       |
| 2006      | C.S.I.: Місце злочину Маямі                 | Brynn Roberts                   | епізод «High Octane»                                     |
| 2007      | The Staircase Murders                       | Caitlin Atwater                 | TV film                                                  |
| 2007      | Living with Fran                            | Laurie                          | епізод «Plastered»                                       |
| 2007–2009 | Dirty Sexy Money                            | Juliet Darling                  | Regular role (11 episodes)                               |
| 2010      | How to Make It in America                   | Jane                            | епізод «Pilot»                                           |
| 2011      | Better with You                             | Jessica                         | епізод «Better Without a Couch»                          |
| 2011–2012 | Менталіст                                   | Summer Edgecombe                | Recurring role (8 episodes)                              |
| 2012      | Adopting Terror                             | Cheryl Broadbent                | TV film                                                  |
| 2013      | Сини анархії                                | Darvany Jennings                | Episodes: «Straw», «One One Six»                         |
| 2014      | Heavenly Match                              | Casey Hart                      | TV film                                                  |
| 2014–2015 | Воскресіння                                 | Elaine Richards                 | Main role (21 episodes)                                  |
| 2014      | A Winter Rose                               | Simone                          | TV series, pre-production                                |
| 2015      | Stalker                                     | Lucy                            | епізод «Salvation»                                       |
| 2016      | Агент Картер                                | Wilma Cully                     | епізод «Smoke &amp; Mirrors»                             |
| 2016      | Морська поліція: Новий Орлеан               | Marion Watkins                  | епізод «Second Chances»                                  |
| 2017      | Стріла                                      | Laura Ramirez                   | епізод «Spectre of the Gun»                              |
| 2017      | Анатомія Грей                               | Claire Nolan                    | епізод «Back Where You Belong»                           |
| 2017      | NCIS: Полювання на вбивць                   | Melissa Goodman                 | епізод «Fake It Till You Make It»                        |
| 2018      | Робоцип                                     | Trish Walker / Patti Mayonnaise | Voice role; епізод «Strummy Strummy Sad Sad»             |
| 2019      | House on the Hill (aka He's Out to Get You) | Megan                           | TV film                                                  |
| 2019      | Deadly Excursion                            | Samantha McCarthy               | TV film                                                  |
| 2021      | Deadly Excursion: Kidnapped From the Beach  | Samantha McCarthy               | TV film                                                  |

### Музичні кліпи
| Рік  | Назва      | Виконавець    |
| ---- | ---------- | ------------- |
| 2004 | Penny & Me | Hanson        |
| 2005 | Bad Day    | Деніел Паутер |